# Partick Thistle Football Club
El Partick Thistle Football Club es un club de fútbol profesional de la ciudad de Glasgow, Escocia. A pesar de su nombre, el club está situado en el barrio de Maryhill, desde que en 1908 dejó de jugar en el barrio de Partick. El club compite en la Scottish Championship, segunda categoría del fútbol escocés.

## Historia
El Partick Thistle se fundó en 1876 en el sector de Partick, que en ese momento era administrativamente independiente de Glasgow. El primer encuentro registrado del club, y la primera victoria, fue contra un equipo juvenil local, denominado Valencia. La ubicación de este partido y, por lo tanto, el primer estadio del Thistle, se registró como Overnewton Park, que se cree que estaba ubicado junto a Overnewton Road, justo al sur de Kelvingrove Park.

## Entrenadores
- George Easton (1903-29)
- Donald Turner (1929-47)
- David Meiklejohn (1947-59)
- Willie Thornton (1959-68)
- Scot Symon (1968-70)
- Davie McParland (1970-74)
- Bertie Auld (1974-80)
- Peter Cormack (1980-84)
- Benny Rooney (1984-86)
- Bertie Auld (1986)
- Derek Johnstone (1986-87)
- Billy Lamont (1987-88)
- John Lambie (1988-89)
- Sandy Clark (1989-90)
- John Lambie (1990-95)
- Murdo MacLeod (1995-97)
- John McVeigh (1997-98)
- Tommy Bryce (1998-99)
- John Lambie (1999-03)
- Gerry Collins (2003)
- Gerry Britton y Derek Whyte (2003-05)
- Dick Campbell (2005-07)
- Ian McCall (2007-11)
- Jackie McNamara (2011-13)
- Alan Archibald (2013-18)
- Gary Caldwell (2018-19)
- Ian McCall (2019-23)
- Kris Doolan (2003-)

## Palmarés

### Torneos nacionales
- Copa de Escocia (1): 1920-21
- Copa de la Liga de Escocia (1): 1971-72
- Segunda División de Escocia (6): 1896-97, 1899-00, 1970-71, 1975-76, 2001-02, 2012-13
- Tercera División de Escocia (2): 2000-01, 2020-21

## Participación en competiciones de la UEFA
| Temporada | Torneo          | Ronda   | Club            | Casa | Visita | Global |
| --------- | --------------- | ------- | --------------- | ---- | ------ | ------ |
| 1963–64   | Copa de Ferias  | 1       | Glentoran       | 3–0  | 4–1    | 7–1    |
| 1963–64   | Copa de Ferias  | 2       | Spartak Brno    | 3–2  | 0–4    | 3–6    |
| 1972–73   | Copa de la UEFA | 1       | Budapest Honvéd | 0–3  | 0–1    | 0–4    |
| 1995      | Copa Intertoto  | Grupo 6 | LASK Linz       | –    | 2–2    | –      |
| 1995      | Copa Intertoto  | Grupo 6 | Keflavík        | 3–1  | –      | –      |
| 1995      | Copa Intertoto  | Grupo 6 | Metz            | –    | 0–1    | –      |
| 1995      | Copa Intertoto  | Grupo 6 | Zagreb          | 1–2  | –      | –      |